# 聯邦黨 (阿根廷)
聯邦黨是19世紀支持聯邦制的阿根廷政黨。它反對主張布宜諾斯艾利斯省中央政府的一元黨，其他省份不參與布宜諾斯艾利斯港口的關稅優惠。聯邦黨支持省政府的自治和對外貿易稅在各省之間的分配 。
聯邦主義者提倡一種政治組織形式，以確保自治省與權力有限的中央政府共存。他們以美國的聯邦制為榜樣。
人們對其歷史領袖的看法是有爭議的。胡安·曼努埃爾·德羅薩斯被他的批評者視為「獨裁者」，他的支持者稱他為「有秩序的人」。

## 意識形態
他們提倡經濟保護主義，限制外國商品的進入，並通過對進口商品徵收關稅來保護本地產品。
聯邦黨的領導人皆是具有超凡魅力的地方領袖，他們在農村大眾階層中有著深厚的根基和威望，由農場工人、高喬民和自由民組成。